# Universidad de San Andrés
La Universidad de San Andrés (UdeSA) es una universidad privada Argentina cuya sede principal está ubicada en la localidad de Victoria, Partido de San Fernando, 28 km al noroeste de la Ciudad de Buenos Aires. También cuenta con varias sedes en el microcentro (Ciudad de Buenos Aires), donde se ministran cursos de posgrado y educación ejecutiva.
Desde su creación, en 1988, la Universidad funcionó dentro del ámbito de la Asociación Civil Educativa Escocesa de San Andrés (ACEESA). Años más tarde se decidió escindir su funcionamiento. Para ello, en el año 2010 se creó la Fundación Universidad de San Andrés (FUdeSA), entidad que se haría cargo del gobierno y gerencia de la Universidad. 
Se ubica en el séptimo lugar entre las universidades argentinas en los QS World University Rankings 2019.

## Historia
Los primeros colonos escoceses llegaron a la Argentina en 1825 y ya en 1838, siguiendo la tradición de la Iglesia Presbiteriana, fundaron la Escuela Escocesa San Andrés. El Documento Fundacional de la Escuela señalaba que “la educación transmitida (…) estará basada en las Sagradas Escrituras y las normas de la Iglesia de Escocia”. En 1985 la Comisión Directiva de la Asociación Civil Educativa Escocesa San Andrés (ACEESA), de quien dependía la Escuela Escocesa San Andrés, resolvió efectuar un estudio sobre la situación universitaria en la Argentina, con la convicción de que no existía una entera satisfacción con la educación superior disponible en el país. Se delegó la tarea de efectuar un relevamiento y elaborar un informe que permitiera definir la pertinencia, relevancia y conocer las posibilidades concretas de que ACEESA asumiera la responsabilidad de la creación de una universidad. Analizando detenidamente el informe presentado, y luego de un importante proceso de reflexión relacionado con la misión de ACEESA y sus aportes educativos al desarrollo del país, se decidió crear una nueva universidad. 
Si bien no se tomó un modelo pedagógico en particular, el modelo de la Universidad de San Andrés (UdeSA) se inspiró en ideas y esquemas de funcionamiento de representativas universidades de Estados Unidos, Canadá, Australia y Gran Bretaña. Incluso se invitó a consultores de estos países y se diseñó un programa que resultó ser diferente a los existentes hasta el momento en el plano local. El enfoque pedagógico propuesto se asemejaba al de las “Artes liberales”, o Liberal Arts en terminología anglosajona. Desde un principio, la Universidad se empeñó en concebir los estudios de grado como una educación académica y no meramente como una capacitación profesional. Se pretendía que fuera un lugar donde los estudiantes y la mayor cantidad posible de los profesores tuvieran dedicación exclusiva y contaran con la biblioteca como eje central de los estudios. Una institución donde los estudiantes se desarrollaran intelectual, cultural y espiritualmente, y no donde simplemente cursaran una carrera con salida laboral. Para llevar adelante este modelo de universidad era imprescindible un campus, que con el tiempo se consiguió poner en marcha en San Fernando.
Los estatutos de la Fundación Universidad de San Andrés (FUdeSA) ratificaron el compromiso de la Escuela Escocesa San Andrés y declararon, en el Artículo 3, que la educación y demás actividades de la universidad se ofrecerán “en el marco de los valores éticos y morales de su herencia presbiteriana y las Sagradas Escrituras”. De este modo, la Universidad, como muchas otras instituciones fundadas originariamente por escoceses, adhiere a los valores presbiterianos pero, esto es muy importante resaltar, no ofrece una educación confesional. Muy por el contrario, promueve una educación que respeta genuinamente la forma de pensar de otros y, en especial, se preocupa por la inclusión de la diversidad y el respeto y cuidado de las minorías. La institución, siendo fiel tanto a sus orígenes de libre pensamiento como a la valoración de las diferencias, no practica ninguna forma de proselitismo. 

## Unidades Académicas, Carreras de Grado y Programas de Posgrado
Unidades Académicas 
- Escuela de Administración y Negocios
- Departamento de Ciencias Sociales
- Departamento de Derecho
- Departamento de Economía
- Escuela de Educación
- Departamento de Humanidades
- Departamento de Matemática y Ciencias

 Carreras de Grado 
- Abogacía
- Administración de Empresas
- Ciencia Política y Gobierno
- Relaciones Internacionales
- Ciencias de la Educación
- Ciencias del Comportamiento
- Comunicación
- Contador Público
- Diseño
- Economía
- Finanzas
- Humanidades
- Ingeniería en Inteligencia Artificial
- Ingeniería en Biotecnologia
- Ingeniería en Sustentabilidad
- Profesorado en Educación Primaria
- Negocios Digitales

 Programas de Posgrado 
- Executive MBA
- MBA Salud
- Master in Management Online
- Marketing y Comunicación
- Negocios Digitales
- Recursos Humanos
- Corporate Finance & Law
- Finanzas
- Business & Technology
- Dirección y Gestión de Organizaciones Sociales
- Derecho Penal
- Derecho de los Negocios
- Propiedad Intelectual e Innovación
- Maestría en Economía
- Doctorado en Economía
- Maestría y Especialización en Educación
- Doctorado en Educación
- Especialización en Educación en Ciencias Naturales
- Diplomatura en Dirección Escolar para la Transformación Educativa | DETE Escuela
- Especialización en Dirección Escolar para la Transformación Educativa
- Profesorado Universitario
- Doctorado en Historia
- Doctorado en Literatura Latinoamericana y Crítica Cultural
- Maestría en Gestión de la Cultura
- Maestría en Investigación Histórica
- Programa en Cultura Brasileña
- Maestría en Ciencias de Datos.
- Maestría en Administración y Políticas Públicas
- Maestría en periodismo
- Maestría en Política y Economía Internacionales
- Datos
- Comunicación
- Historia
- Empresario
- Humanos
- Economía
- Penal
- Negocios
- Innovación
- Law
- OSFL
- Penal
- Innovación
- Programa en Cultura Brasileña

## Directores de las Unidades Académicas
- Directora del Departamento Académico de Humanidades: Florencia Garramuño, Ph.D. Romances Languages and Literatures, Princeton University, 1994.

- Director del Departamento Académico de Economía: Tommy E. Murphy, Ph.D. in Economics, Universidad de Oxford, 2009.

- Director de la Escuela de Administración y Negocios: Gustavo Genoni, Doctor of Business Administration, Boston University, Estados Unidos.

- Directora del Departamento Académico de Matemática y Ciencias: Marcela Svarc, Doctora en Ciencias Matemáticas, Universidad de Buenos Aires, 2006.

- Director de la Escuela de Educación: Axel Rivas, Dr. en Ciencias Sociales, Universidad de Buenos Aires.

- Directora del Departamento Académico de Derecho: María de Lourdes Vázquez, LL.M Harvard Law School; Director de la carrera de abogacía: Ezequiel Malarino, Doctor en derecho penal, Univ. de Macerata, Italia; Secretaria Académica: Nadia Dziewczapolski, Abogada, Universidad de Buenos Aires.
- Director del Departamento Académico de Ciencias Sociales: Marcelo Leiras, h. D. in Political Science, University of Notre Dame, 2006.

## Honores
La Universidad de San Andrés otorga menciones de honor a aquellos graduados cuyo rendimiento académico los haya destacado por encima del resto de los integrantes de su promoción, que hayan finalizado sus estudios de grado en el plazo normal, no hayan sido calificados con menos de 6 en ningún curso, no hayan recibido sanciones disciplinarias y no tengan más de
cuatro materias por equivalencia, pueden hacerse acreedores de los siguientes honores:
- Mención cum laude: los que tengan promedio general superior a 7 y estén entre el primer 25% de los estudiantes de la promoción.
- Mención magna cum laude: los que tengan promedio general superior a 8 y estén entre el primer 15% de los estudiantes de la promoción.
- Mención summa cum laude: los que tengan promedio general superior a 9 y estén entre el primer 5% de los estudiantes de la promoción y además tengan aprobado cuatro seminarios, o una combinación de cursos adicionales al plan de estudios y seminarios, con una nota de 6 o superior.

## Reconocimientos
En el año 1998 la Universidad de San Andrés recibió un Premio Konex Diploma al Mérito como una de las 5 mejores entidades educativas de la última década en la Argentina, por su aporte a la educación.